# Karuna-Shechen
Karuna-Shechen est une association humanitaire cofondée en 2000 par le moine bouddhiste tibétain, photographe et auteur français Matthieu Ricard. Elle intervient principalement en Inde, au Népal et dans le Tibet oriental dans les domaines de la santé, de l'éducation, du développement des communautés et de l'autonomisation des femmes. Elle dispose d'antennes en France, aux États-Unis, au Canada, en Suisse et à Hong Kong.

## Origines
Au début des années 1970, Matthieu Ricard quitte la France pour partir vivre dans l'Himalaya. Face aux difficultés des Tibétains en exil, avec Rabjam Rinpoché et un petit groupe d’amis, ils organisent des actions en leur faveur dès les années 1980. En 1997, paraît le livre Le Moine et le Philosophe, écrit avec son père, l’académicien Jean-François Revel, et qui devient un succès mondial. Grâce à cela, Matthieu Ricard fonde en 2000, l’organisation Karuna-Shechen, dont le nom provient du terme sanskrit karuṇā (« compassion »), et du monastère de Shéchèn,.

## Localisations
L'association dispose d'antennes en France, aux États-Unis, au Canada, en Suisse et à Hong Kong[réf. souhaitée].

## Financement
Initialement, c'étaient uniquement les droits d'auteur des livres de Matthieu Ricard qui finançaient l'association. Depuis, elle est aussi soutenue par les dons de nombreux donateurs et philanthropes. S'y ajoutent également l'intégralité des bénéfices des conférences ainsi que des droits d'auteur photographiques de son fondateur français. Les frais administratifs et opérationnels de l'association sur le terrain en Inde et au Népal représentent 11 %.

## Missions
Les activités de l’association Karuna-Shechen visent à lutter contre l’extrême pauvreté et à autonomiser les populations défavorisées en Inde, au Népal et au Tibet. Karuna-Shechen déclare mettre la compassion et l’altruisme au cœur de son action,.
L'association intervient dans les domaines de la santé, de l’éducation, de la sécurité alimentaire, du développement économique et de la préservation de l’environnement,. Elle fournit des services sociaux. Des projets sont également conçus pour répondre aux besoins spécifiques des femmes et leur permettre d'exercer une activité professionnelle non-stéréotypée. En 2017, un article du quotidien Le Temps indique : « Elle [Karuna-Shechen] aide aujourd’hui 250 000 personnes chaque année en Inde, au Népal et au Tibet. Alimentation, santé, éducation, lutte contre le trafic d’organes : les programmes humanitaires profitent aux populations défavorisées de villages reculés. Pour un montant annuel d’environ 3 millions de dollars. »
Depuis 25 ans, ses actions se sont diversifiées et renforcées : construction d’écoles, de toilettes écologiques, mise en place de cliniques de santé mobiles, développement de potagers biologiques, formations de femmes à des métiers générateurs de revenus,... Ce sont près de 500 000 personnes accompagnées chaque année.

## Actions
L'association a des actions significatives pour la scolarisation et dans le domaine de la santé. Matthieu Ricard témoigne en 2011 : « Nous avons aujourd'hui 15 cliniques, dont deux de taille importante. Nous avons pris conscience de la misère des soins en Inde alors que nous faisions construire un petit monastère dans un lieu très retiré où l'on ne voyait jamais de médecin. Nous avons donc décidé de créer une clinique mobile; un fourgon qui se déplace avec un médecin et des infirmières. [...] Nous faisons également de la prévention, notamment en matière de mortalité infantile. [...] On a eu un impact énorme sur une superficie de deux fois la France. Des milliers de personnes ont été formées. Et on a tellement tanné les autorités locales qu'elles ont repris le plan officiellement. »
Karuna-Shechen déploie également des projets d'autonomisation des femmes au Népal et en Inde : apprentissage de la lecture et de l'écriture, formation de techniciennes solaires, de conductrices de rickshaws électriques et d'informaticiennes, aide à la création de petites entreprises. D'après le rapport annuel de l'association, en 2017, 135 000 patients ont bénéficié de soin dans les cliniques fixes et mobiles de Karuna-Shechen, 6 725 élèves ont suivi un enseignement et 2 156 femmes ont bénéficié de cours d'alphabétisation.
En 2025, Karuna-Shechen fête ses 25 ans. Depuis sa création, Karuna-Shechen s’engage à faire reculer la pauvreté et à permettre aux femmes, aux hommes et aux enfants les plus vulnérables d’exprimer leur plein potentiel. En Inde, au Népal et Tibet, son approche holistique et ses liens de proximité, fondés sur l’écoute des besoins exprimés par les populations locales, permettent aux communautés rurales d'être actrices de leur propre développement, en encourageant leur participation active à chaque étape des projets.

## Séismes de 2015 au Népal
L'association a été particulièrement active à la suite des séismes de 2015 au Népal. Elle a contacté les agences locales pour accéder à 620 villages isolés et apporter de l'aide à 200 000 sinistrés : abri, nourriture et ressources. La distribution matérielle incluait 15 445 bâches de protection, plus de 850 tonnes de nourriture, plus de 70 000 produits d'hygiène et des médicaments. Le monastère lié à l'association a été transformé en centre d’aide médicale d’urgence pour les blessés. Plus d'un million de dollars ont été collectés pour ces opérations.